# Golfinho-de-heaviside
O golfinho-de-heaviside (Cephalorhynchus heavisidii) é um cetáceo da família dos delfinídeos encontrado águas costeiras do sul da África, da África do Sul (Cidade do Cabo) à Namíbia e talvez no sul de Angola.